# Ядерна енергетика Бельгії
У Бельгії працюють дві атомні електростанції з чистою потужністю 5761 МВт. Споживання електроенергії в Бельгії повільно зростає з 1990 року, і в 2016 році атомна енергетика забезпечила 51,3%, 41 ТВт-год електроенергії в країні.
Перша комерційна атомна електростанція в країні почала працювати в 1974 році. Бельгія вирішила повністю припинити виробництво атомної енергії до 2025 року. У березні 2022 року через вторгнення Росії в Україну Бельгія вирішила відкласти закриття двох реакторів на 10 додаткових років.

## Історія
Бельгія має довгу промислову історію в ядерному секторі. У Бірако в Олені регулярно приймали Марію і П'єра Кюрі, ця компанія почала промислове виробництво радію в 1922 році.

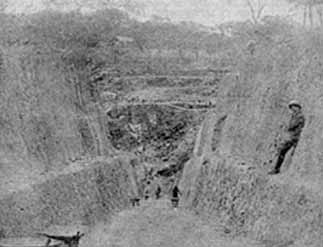
Відкрита шахта Шинколобве поблизу Ядотвіля (сьогодні Лікасі) у 1920-х роках, чоловіки з тачками штовхають руду, а наглядач дивиться («Chalux», 1925)

Використовувана уранова руда була відкрита в 1913 році в Катанзі в тодішньому Бельгійському Конго компанією Union Minière du Haut-Katanga. Руда, знайдена в шахті Шінколобве, була надзвичайно багатою. Навіть перед Другою світовою війною Сполучені Штати висловили зацікавленість, однак лише в 1942 році, коли Сполученим Штатам знадобився уран для Мангеттенського проекту, а Бельгія була однією з небагатьох країн із значними запасами уранової руди, Едгар Сенж'є досяг угоди. Протягом наступного десятиліття Бельгія через свою колонію була одним із головних постачальників урану до Сполучених Штатів. Ці торгові відносини призвели до того, що Бельгія отримала доступ до ядерних технологій для цивільних цілей.
У 1952 році це призвело до створення SCK•CEN, дослідницького центру ядерних досліджень у Молі. Перший реактор BR1 (Бельгійський реактор 1) став критичним у 1956 році. Будівництво BR2 розпочалося наступного року. Реактор BR2 є одним із п’яти основних реакторів, що виробляють молібден-99, який розпадається на технецій-99m, радіоізотоп, який використовується в понад 80% діагностичних процедур візуалізації в ядерній медицині.
У 1954 році Бельгія була одним із засновників CERN, а через три роки вона була одним із перших підписантів Договору про Євратом.
У 1957 році місцем для Eurochemic було обрано ділянку в Десселі, поблизу SCK•CEN. Тринадцять країн ОЕСР (Німеччина, Франція, Бельгія, Італія, Швеція, Нідерланди, Швейцарія, Данія, Австрія, Норвегія, Туреччина, Португалія, Іспанія) об’єднали зусилля для будівництва пілотної установки з переробки ядерної енергії. Atoomwijk, проект житла для робітників на приватній землі поблизу об’єкта, був унікальним науковим селищем у Європі того часу.

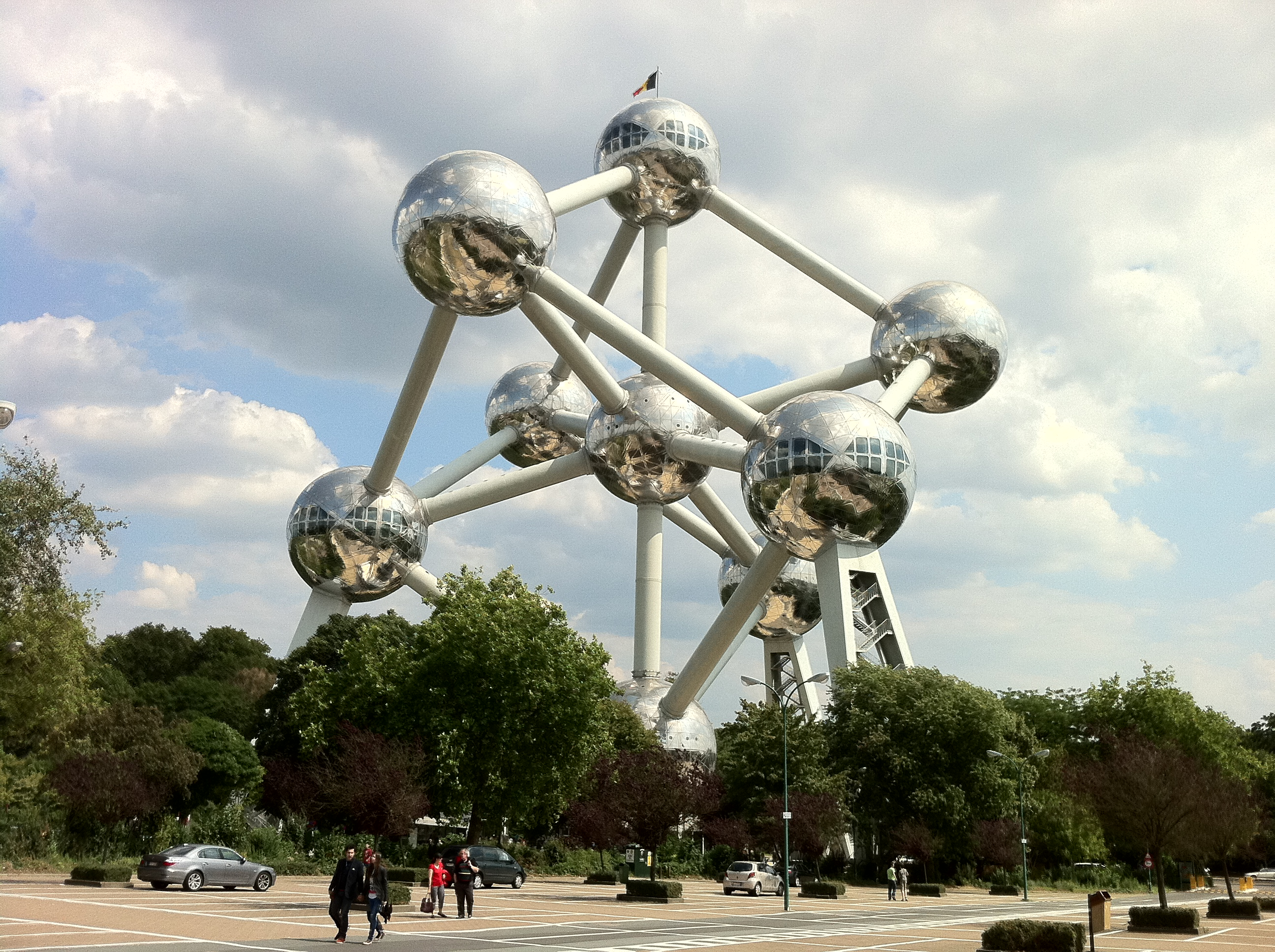
Атоміум у Брюсселі

У 1958 році Брюссельська Всесвітня виставка Expo 58 мала працювати від BR3. Реактор мав бути побудований у Брюсселі та відкритий для відвідувачів. Зрештою проблеми з безпекою та адміністративні проблеми перенесли реактор на майданчик SCK•CEN. Інший знаковий символ інтересу до ядерних технологій того часу, Атоміум, містив фотовиставку.
У 1959 році в Кіншасі був заснований Trico Center. Її дослідницький реактор TRICO I був першим ядерним реактором на африканському континенті.
Побудований у США реактор BR3 був підключений до мережі в 1962 році, що зробило його першим водно-водяним реактором у Західній Європі.
SCK•CEN відіграв ключову роль у розробці МОКС-палива. У 1960 році поблизу того самого місця NV Belgonuclaire, спільне підприємство SCK•CEN, Electrabel і Tractebel, отримало свій перший плутоній зі Сполучених Штатів з метою промислового виробництва MOX-палива. У 1963 році BR3 був завантажений МОКС-паливом і став першим реактором у світі, який виробляв електроенергію таким чином.
У 1967 році комерційний завод Chooz-A у Франції, недалеко від бельгійського кордону, був підключений до мережі. Він був побудований французько-бельгійським спільним підприємством Sena (Société d'énergie nucléaire Franco-belge des Ardennes) для розміщення французько-бельгійського прототипу водно-водяного реактора, першого побудованого в Західній Європі. Він експлуатувався спільно і постачав електроенергію в обидві країни.
У 1972 році Бельгія брала участь разом з Нідерландами та Німеччиною в невдалому реакторі-розмножувачі SNR-300. У 1973 році Бельгія та чотири інші європейські країни створили Eurodif.
Перша комерційна атомна електростанція в Бельгії, Doel 1, була запущена в експлуатацію в 1974 році. Протягом наступних десяти років до мережі було підключено ще шість реакторів. Плани восьмого реактора були скасовані, натомість енергетичні компанії Electrabel і SPE взяли 25% участі у французькій АЕС Chooz-B.
У 1974 році Eurochemics припинила переробку. У 1987 році BR3 був першим водно-водяним реактором, який було закрито в Європі. Виведення з експлуатації BR3 та Eurochemic дало Бельгії значний досвід у виведенні з експлуатації ядерних об’єктів.
Наразі Бельгія готується зробити внесок у дослідження реакторів IV покоління через проект MYRRHA.

## Ядерні електростанції
| Назва   | Блок №. | Реактор | Реактор                           | Статус                   | Чиста потужність (MW) | Початок будівництва | Комерційне використання | Закриття        |
| Назва   | Блок №. | Тип     | Модель                            | Статус                   | Чиста потужність (MW) | Початок будівництва | Комерційне використання | Закриття        |
| ------- | ------- | ------- | --------------------------------- | ------------------------ | --------------------- | ------------------- | ----------------------- | --------------- |
| SCK CEN | 1       | PWR     | Westinghouse (WH) BR-3            | Виведений з експлуатації | 10                    | 1 листопада 1957    | 10 жовтня 1962          | 30 червня 1987  |
| Дул     | 1       | PWR     | WH 2 loops                        | Відключений              | 445                   | 1 липня 1969        | 15 лютого 1975          | 14 лютого 2025  |
| Дул     | 2       | PWR     | WH 2 loops                        | Функціонує               | 445                   | 1 вересня 1971      | 1 грудня 1975           | ( 2025)         |
| Дул     | 3       | PWR     | Framatome 3 loops                 | Відключений              | 1006                  | 1 січня 1975        | 1 жовтня 1982           | 23 вересня 2022 |
| Дул     | 4       | PWR     | Бельгійські фірми плюс WH 3 loops | Функціонує               | 1039                  | 1 грудня 1978       | 1 липня 1985            | ( 2035)         |
| Тіанж   | 1       | PWR     | Framatome 3 loops                 | Функціонує               | 962                   | 1 червня 1970       | 1 жовтня 1975           | ( 2025)         |
| Тіанж   | 2       | PWR     | Framatome 3 loops                 | Відключений              | 1008                  | 1 квітня 1976       | 1 червня 1983           | 31 січня 2023   |
| Тіанж   | 3       | PWR     | Бельгійські фірми плюс WH 3 loops | Функціонує               | 1046                  | 1 листопада 1978    | 1 вересня 1985          | ( 2035)         |

## Дивю також
- Енергетика Бельгії(інші мови)